# Melinda
Melinda este un gen de muște din familia Calliphoridae.

## Specii[1]
- Melinda abdominalis
- Melinda apicihamata
- Melinda aterifemora
- Melinda auriceps
- Melinda azurea
- Melinda bengalensis
- Melinda bisetosa
- Melinda blaesostyla
- Melinda brachyphalla
- Melinda chamaensis
- Melinda chandigarhensis
- Melinda chuanbeiensis
- Melinda coelestis
- Melinda cognata
- Melinda crinitarsis
- Melinda dasysternita
- Melinda dubia
- Melinda elegans
- Melinda emeishanensis
- Melinda falciloba
- Melinda flavibasis
- Melinda flavipennis
- Melinda gentilis
- Melinda gibbosa
- Melinda gonggashanensis
- Melinda grisea
- Melinda hunanensis
- Melinda indica
- Melinda io
- Melinda itoi
- Melinda kangdingensis
- Melinda kocki
- Melinda maasi
- Melinda malaisei
- Melinda mindanaoa
- Melinda mingshanna
- Melinda nepalica
- Melinda nigra
- Melinda nigrella
- Melinda nigricans
- Melinda nigripalpis
- Melinda nitidapex
- Melinda nuortevae
- Melinda okazakii
- Melinda pavida
- Melinda ponti
- Melinda pusilla
- Melinda pygialis
- Melinda ruficornis
- Melinda scutellata
- Melinda septentrionis
- Melinda soror
- Melinda sugiyami
- Melinda sumatrana
- Melinda tribulis
- Melinda tsukamotoi
- Melinda vanemdeni
- Melinda xiphophora
- Melinda yunnanensis